# کامرس (کالیفرنیا)
کامرس (به انگلیسی: Commerce) شهری در شهرستان لس‌آنجلس، کالیفرنیا ایالت کالیفرنیا است که در سرشماری سال ۲۰۱۰ میلادی، 12823 نفر جمعیت داشته است.